# Ethioterpia neavi
Ethioterpia neavi là một loài bướm đêm trong họ Noctuidae.